# منتخب غوام تحت 20 سنة لكرة القدم
منتخب غوام تحت سن العشرين لكرة القدم (بالإنجليزية: Guam national under-20 football team) هو ممثل غوام الرسمي في المنافسات الدولية في كرة القدم في فئة كرة القدم تحت سن العشرين للرجال، يُديرهُ اتحاد غوام لكرة القدم.